# Domènec Solé Gasull
Domènec Solé Gasull (Reus, 17 d'abril de 1947 -) és un jubilat i escriptor català aficionat a temes d'història reusenca.
Fill de Domènec Solé Miquel, pagès de Reus i de Mercè Gasull, també reusenca, va treballar molts anys a una coneguda casa d'òptica a la seva ciutat. Va ser un dels fundadors, el 1974 del Centre d'Amics de Reus, una entitat dedicada a fomentar l'interès per les coses de la ciutat. Va col·laborar amb articles sobre temes locals i personatges reusencs al Setmanari Reus i al portaveu del Centre d'Amics de Reus Lo Nunci. La seva primera col·laboració en el camp dels escriptors aficionats va ser amb el llibre Vint reusencs il·lustres, publicat el 1977, i va seguir amb diversos fullets que eren resums biogràfics de personatges reusencs: Josep Llovera i Bufill: 1846-1896 (publicat el 1978), Martí Folguera i la seva obra (el 1979), Al·legoria a Joaquim M. Bartrina i d'Aixemús (el 1981), Modest Gené Roig: missioner de l'art (el 1984), i altres obres sobre temàtica local: Recorregut artístic pel Cementiri de Reus (el 1991), Història del Monument al General Prim (en col·laboració amb Josep Olesti el 1994), Borsa del Col·leccionista: 25 aniversari (l'any 2000), La fi de la Pirotècnica Gassull: Reus 1917 (el 2008) i altres obres menors. Pràcticament totes les seves publicacions són auto-editades.